# ニール・マーレイ
ニール・マーレイ（Neil Murray、1950年8月27日 - ）は、イギリスのスコットランドのミュージシャン。ベーシスト・コンポーザー。

## 来歴

### デビュー
1968年学生時代に「Slapp Happy And The Dum-Dums」というブルース・バンドで音楽活動を始める。
1973年にカンタベリー・ロックのアラン・ゴーウェンに招かれてギルガメッシュの活動でレコーディングのキャリアを開始している。
1974年にはクライヴ・チャーマンの推薦により、後にボブ・マーリー・アンド・ザ・ウエイラーズのギタリストとなるジュニア・マーヴィン（ジュニア・ハンソン）のアメリカ・ツアーに参加し、レコーディングにも参加。更にチャーマンはコージー・パウエルにマーレイを推薦してバーニー・マースデン、ドン・エイリーとともにのコージー・パウエルズ・ハマーの活動を開始している。1975年にパウエルのレインボー加入によりバンドは解散、1976年にコロシアムIIに参加してアルバムを残したものの解雇されている。再びゴーウェンのグループ、ナショナル・ヘルスに加わり録音を残して、1977年には同じバンドのドラマーであったビル・ブルーフォードのグループにも参加した。

### ホワイトスネイク
1977年にバーニー・マースデンの推薦によりデイヴィッド・カヴァデールのホワイトスネイクのメンバーとなりグループ在籍中にスタジオ作品、ライブ・アルバムを発表して名声を得る。
マーレイはドラマーのサイモン・フィリップスとともに様々なセッションに参加。1981年にはスティング、ジェフ・ベック、エリック・クラプトンのシークレット・ポリスマンズ・アンド・アザー・ボールに参加。また映画のクレジットはないものの「クロスロード」のベースはマーレイが担当している。
1982年にホワイトスネイクは、カヴァデールの一身上の都合により活動休止。ソロのキャリアをスタートしたゲイリー・ムーアのバンドにイアン・ペイスと共に契約する。ワールド・ツアーに参加後、1983年にレコーディング中にムーアのグループから解雇される。その後、タイガース・オブ・パンタンを脱退したジョン・サイクス、ユーライア・ヒープを脱退したジョン・スローマンと共にバッドランズを結成するもレコード会社と契約を結べず解散、1983年12月にはコリン・ホッジキンソンの後任としてホワイトスネイクへと復帰する。ジョン・サイクス、コージー・パウエルとともにツアーを行いアルバム『白蛇の紋章〜サーペンス・アルバス』を制作後、1986年8月に再びグループから解雇される。

### VOW WOW
1987年5月に渡英したVOW WOWに加入し、同年発表のアルバム『V』と1988年発表のアルバム『VIBe』に参加。演奏のみならずいくつかの曲で作詞も担当した。英国と、欧州と日本での公演の後1989年3月にVOW WOWとの契約を終結させている。

### ブラック・サバス
1989年5月にはブラック・サバスのライブ・ツアーに参加。グループのメンバーとなりアルバム『ティール』を録音している。1992年にブラック・サバスのメンバーはアルバム『ヘヴン&ヘル』時代のラインナップに入れ替えられたため、マーレイはコージー・パウエルとともにクイーンのブライアン・メイのソロ・プロジェクトのバンドに参加している。その後、1994年にブラック・サバスのレコーディングに参加してアルバム『フォービドゥン』をリリースしている。

### サバス脱退後
その後はバンドのメンバーとして参加しながらもセッションもしくは、オーディション担当のプレイヤーとして様々なミュージシャンの育成を手がけるようになっている。ピーター・グリーン・スプリンター・グループをはじめホワイトスネイク時代の仲間であるバーニー・マースデン、ミッキー・ムーディとは、カンパニー・オブ・スネイクス、M3と名前は変わりながらも現在まで行動を共にしている。最近ではミュージカル『ウィ・ウィル・ロック・ユー』に参加した。2010年1月には、マイケル・シェンカー・グループの30周年記念ツアーのメンバーとして来日している。